# StrataVision
StrataVision (auch Stratavision oder Strata Vision oder StrataVision 3D) war eine für den Apple Macintosh Quadra 400 und kompatible Geräte erschienene 3D-Software.

## Technische Merkmale
Die erste Version erschien 1989 und wurde bis 1998 (5.0) weiterentwickelt. Als besondere Merkmale galten die Texturierung und das Raytracing. Dies stellte zu Beginn der 1990er eine Besonderheit dar.

## Einsatzzwecke
StrataVision war für die Produkt- und Architekturdarstellung entwickelt worden, fand aber auch Beliebtheit bei 3D-Künstlern und Filmamateuren. Letztere konnten nun preiswert eigene 3D-Sequenzen in ihre Filme einschneiden. Auch Kurzfilme, die vollständig mit StrataVision erstellt wurden, entstanden. Größere Bekanntheit erlangte StrataVision dafür, dass es für die Einzelbilder und Filmclips von Myst benutzt wurden, obgleich das Material mit Adobe Premiere digital nachbearbeitet wurde.

## Versionen
| Version | Jahr         | Anmerkung                                  |
| ------- | ------------ | ------------------------------------------ |
| 5.0     | 1998         | Letzte Version                             |
| 4.0     | 1995         | - Keine -                                  |
| 3.0     | 1994         | - Keine -                                  |
| 2.6     | Februar 1993 | - Keine -                                  |
| 2.0     | um 1991      | Wurde laut Robyn Miller für Myst verwendet |
| 1.4     | 1990         | - Keine -                                  |
| 1.0     | August 1989  | Erste Version                              |

## Heutige Situation
StrataVision ist nach heutigem Stand der Technik veraltet. Allerdings wird von der Firma Strata eine aktuelle 3D-Software angeboten, die mit anderer moderner Software vergleichbar ist.